# Institut pour la science, la société et la politique
L'Institut pour la science, la société et la politique (ISSP) est une unité multi-disciplinaire à l'Université d'Ottawa, au Canada. Il a une autorité d'enseignement, de recherche et de sensibilisation dans les domaines de la science, de la technologie et de la société.

## Histoire
L'ISSP a été fondé à l'initiative de David Castle (en), Chaire de recherche du Canada en science et société à l'Université d'Ottawa de 2006 à 2010. Son exploitation a commencé en 2010 avec le recrutement du premier Directeur, Marc Saner. Elle a lancé son premier programme d'études supérieures au printemps 2015. Le directeur actuel est Monica Gattinger.

## À propos de l'ISSP
Des chercheurs de six facultés différentes participent à l'Institut pour la science, la société et la politique. Situé à Ottawa, il s'appuie également sur des connexions dans la fonction publique ainsi que dans des cercles diplomatiques et politiques. Il a accueilli, par exemple, David Willets, alors Ministre d'État pour les Universités et la Science du Royaume-Uni et a obtenu un soutien de haut niveau pour son Innovation Decalogue.
L'ISSP tient de nombreux événements examinant les questions d'actualité à l'intersection de la science et de la politique.